# Iphinoe canariensis
Iphinoe canariensis is een zeekommasoort uit de familie van de Bodotriidae. De wetenschappelijke naam van de soort is voor het eerst geldig gepubliceerd in 2002 door Corbera, Brito & Nunez.